# The Hard Way (album de Point Blank)
Pour les articles homonymes, voir The Hard Way.
Albums de Point Blank
Airplay
(1979) American Exce$$
(1981)
The Hard Way est le quatrième album studio du groupe de rock sudiste Point Blank. Il est sorti en 1980.

## Titres
| No | Titre                 | Durée |
| -- | --------------------- | ----- |
| 1. | Turning Back          | 3:14  |
| 2. | The Hard Way          | 3:21  |
| 3. | On the Run            | 5:43  |
| 4. | Highway Star          | 6:01  |
| 5. | Rock 'N' Roll Soldier | 3:24  |
| 6. | Guessing Game         | 4:53  |
| 7. | Wrong To Cry          | 3:51  |
| 8. | Thank You Mama        | 6:44  |